# رودريغو كاسترو
رودريغو كاسترو (بالبرتغالية: Rodrigo Castro) هو سباح برازيلي، ولد في 21 ديسمبر 1978 في بيلو هوريزونتي في البرازيل.

## وصلات خارجية
- رودريغو كاسترو على موقع الاتحاد الدولي للسباحة (الإنجليزية)
- رودريغو كاسترو على موقع SwimRankings.net (الإنجليزية)
- رودريغو كاسترو على موقع أوليمبيديا (الإنجليزية)